# スカルン鉱床
スカルン鉱床（すかるんこうしょう、英: skarn deposit）とは、熱水鉱床の一種である。石灰岩などの大規模な炭酸塩岩が発達する地域で、花崗岩などが貫入した際に発生する熱水により、交代作用が起こり、炭酸塩岩が単斜輝石や柘榴石などに置き換えられることがある。これがスカルンである。この時、鉄や銅をはじめ亜鉛や鉛などの有用な金属が、酸化物や硫化物の形で一緒に沈殿することがあり、これが大規模に発達すれば、スカルン鉱床として開発の対象となる。
露頭として認められやすく、山口県秋吉台の長登地区や福岡県香春岳地区の銅鉱石は奈良時代から開発されてきた。

## 日本における代表的な鉱山
- 釜石鉱山（鉄・銅）（岩手県）
- 八茎鉱山（鉄・銅）（福島県）
- 秩父鉱山（鉄・銅・亜鉛・鉛）（埼玉県）
- 神岡鉱山（亜鉛・鉛）（岐阜県）
- 中竜鉱山（亜鉛・鉛）（福井県）
- 三原鉱山・山宝鉱山（鉄・銅）（岡山県）
- 都茂鉱山（鉄・銅・亜鉛・鉛）（島根県）
- 藤ケ谷鉱山・玖珂鉱山・喜和田鉱山（タングステン）（山口県）
- 豊栄鉱山（亜鉛・錫）（大分県）